# Поливановская гимназия

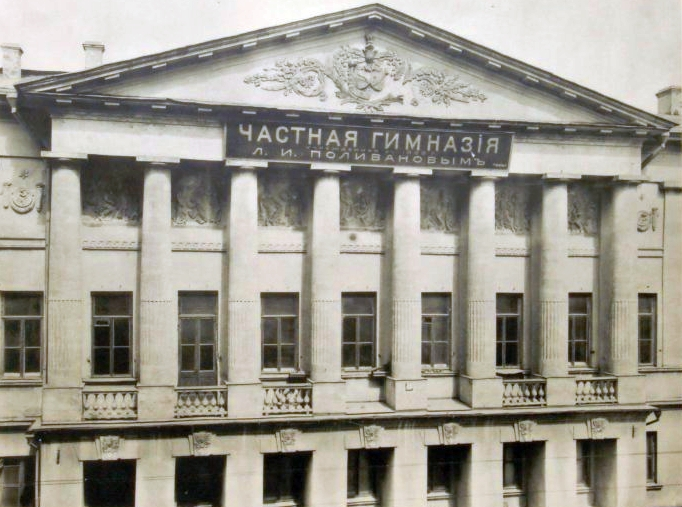
Гимназия Л. И. Поливанова в Москве на ул. Пречистенке. Фрагмент главного фасада, 1885

Поливановская гимназия — частная мужская гимназия, открытая в Москве в 1868 году Л. И. Поливановым. Просуществовала до 1923 года.

## Описание гимназии
Первоначально гимназия размещалась на Тверском бульваре, позже, с 1876 года — на Пречистенке (д. 32) — на втором этаже особняка П. Я. Охотникова, владельцем которого был тогда Степанов.
Гимназия, по мнению Л. И. Поливанова, должна была основательно готовить к университету для создания слоя граждан, «вооруженных с детства серьезным гуманитарным образованием, законченным в университете трудом в области строгой науки»; они должны были «стать на должную высоту во всех сферах, требующих людей умственно зрелых, то есть в сферах научной, учебной, медицинской, административной». Гимназия должна была развивать теоретическое и образное мышление учащихся, творческое воображение, образную память, эмоциональность речи, способность к импровизациям. Для реализации этих целей большое внимание в гимназии уделялось языкам, русской и зарубежной литературе; читался факультативный курс истории и теории искусств. Была разработана и действовала программа работы с одаренными детьми, действовали литературные и драматические студии; Поливанов отмечал, что в гимназии «побуждение к изящному досугу проявлялось неоднократно — то в спектаклях, то в литературных чтениях, то в добровольном слушании лекций, то в приватном изучении поэтических произведений, то в собственных литературных опытах». В гимназии господствовала атмосфера уважения к личности каждого воспитанника, поощрялось проявление чувства собственного достоинства, независимости суждений и, таким образом, формировались личности «способные принести на общее благо ценный дар своей индивидуальности; способные избирать дело по призванию, загораться только трудом, направленным к добру».

Обучение было платным: 230—250 руб. в год, пансионеры доплачивали еще 500 руб. за содержание. Учились в гимназии, в основном, дети дворянского происхождения, однако, как вспоминал В. Я. Брюсов: «у Поливанова, где гораздо больше было аристократических фамилий, я никогда не слыхал, чтобы кто-нибудь в самом младшем классе хвастал своим происхождением». 

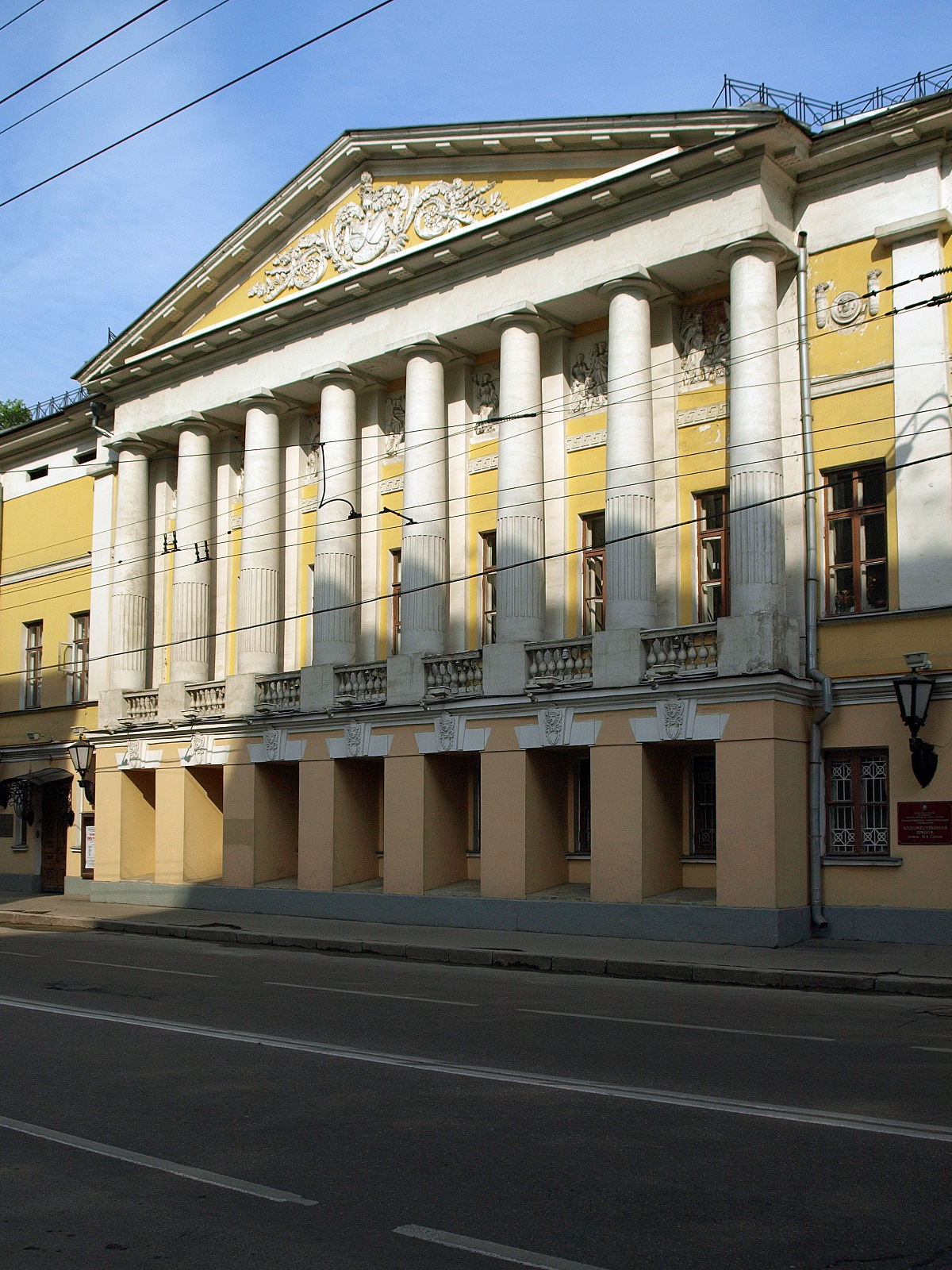
Пречистенка, 32

Программа была рассчитана на 9 лет. В I классе — Закон Божий, русский язык, чистописание, чтение, арифметика и французский язык. В II—IV классах добавлялись латынь, немецкий, греческий языки, алгебра, геометрия, география, русская и всеобщая история. В V классе появлялись курсы стилистики, теории литературы, истории античной литературы. В VI — риторика, фольклористика, древнерусская литература, физика. Два последних года преподавались история русской литературы, зарубежная литература, логика, начала высшей математики, космография. Во всех классах были рисование и гимнастика, а по многим дисциплинам велись факультативы.
В гимназии Л. И. Поливанов собрал очень сильный преподавательский состав: профессор Л. М. Лопатин преподавал логику, профессор М. М. Покровский — латынь, Ю. В. Готье — историю, Н. И. Шишкин — физику, Л. П. Бельский — словесность. Андрей Белый писал, что её «преподаватели принадлежали к лучшему московскому, культурному кругу; не одною силою педагогических дарований их должно оценивать, а фактом, что человек, интересующийся культурою, в них доминировал над только „учителем“; <хотя> были в учителях и жалкие остатки от „человека в футляре“». Работали в гимназии многие преподаватели московского университета, в том числе: Е. Н. Кедрин, П. П. Колосов, В. А. Фукс, И. В. Янчин и др.
При обучении использовались, специально для гимназии написанные, учебники (утверждённые в министерстве): «Словесность и логика» Л. И. Поливанова, «Краткий учебник географии» И. В. Янчина, «Задачник по геометрии» Н. И. Шишкина, «Книга упражнений по латинскому синтаксису» К. К. Павликовского.
Поливановым был организован в гимназии шекспировский кружок, которым впервые на русской сцене были поставлены «Ромео и Джульетта», «Кориолан», «Двенадцатая ночь», «Генрих IV».
По воспоминаниям Т. А. Аксаковой связь между Поливановской гимназией и гимназией Арсеньевой, находившейся рядом, «была самая тесная; если сыновья учились у Поливанова, дочерей отдавали к Арсеньевой. Преподавание было в большинстве случаев общее, почти все учащиеся знали друг друга, и, начиная с 6-го класса, между ними возникали юношеские романы… Поливановцы не имели казенной формы, они носили штатские пальто, мягкие шляпы и черные куртки с ременным поясом без бляхи, что нам казалось очень элегантным».
Л. И. Поливанов возглавлял гимназию, получившую его имя, свыше 30 лет.

## Воспитанники гимназии
Выпускники Поливановской гимназии
В числе окончивших гимназию оказалось немало выдающихся личностей:
1874
- Алексей Венкстерн

1875
- Лев Лопатин
- Сергей Хвостов

1876
- Владимир Гиацинтов
- Алексей Рогович

1877
- Александр Карнеев

1878
- Алексей Хвостов

1879
- Эраст Гиацинтов
- Леонид Радин

1880
- Дмитрий Калачов

1881
- Дмитрий Олсуфьев
- Михаил Олсуфьев
- Георгий Львов

1882
- Николай Иванцов
- Александр Федотов

1883
- Сергей Орлов
- Борис Туркестанов

1884
- граф Георгий Комаровский

1885
- Сергей Маслов
- Алексей Северцев
- граф Фёдор Уваров

1886
- Александр Кривцов

1889
- Владимир Мусин-Пушкин
- Александр Орлов
- Лев Толстой
- Игорь Уваров
- Дмитрий Шереметев

1890
- Павел Шереметев

1891
- Дмитрий Арцыбашев
- Владимир Львов

1892
- Михаил Голицын[6]

1893
- Валерий Брюсов
- Николай Голицын
- Сергей Щербатов

1899
- Борис Бугаев[7]

1903
- Александр Огнев

1905
- Сергей Огнев

1910
- Александр Алехин
- Николай Позняков
- Павел Попов
- Лев Остроумов
- Сергей Шервинский
- Вадим Шершеневич
- Сергей Эфрон

1911
- Сергей Соловьёв

1917
- Николай Зёрнов[8]

В разное время в гимназии также учились: Николай Бобринский (1899—1904); Максимилиан Волошин (1887); Сергей Львов (1871—1875); Михаил Розанов; Михаил и Сергей Сабашниковы; Илья и Михаил Толстые, Всеволод Павлов.